# Маргарет Бичам
Маргарет Бичам (енгл. Margaret Beacham рођ. Мојр, 28. септембар 1946) била је британска атлетичарка се такмичила у трчању у средњопругашким тркама на 800 м и 1.500 м.

## Спортска каријера
Победила је у трци на 1.500 метара на Европском првенству у дворани у Софији 1971., престигавши представнике Совјетског Савеза, Људмилу Брагин и Тамару Пангеłова . Постигнути резултат 4:17,2 био је најбољи резултат у дворани на свету (до 18. фебруара 1980. ниједан резултат није ратификован као светски рекорд) .
Учесттвовала је и на Европском првенству у дворани 1972. у Греноблу када је испала у квалификацијама трке на 800 метара  .
Бичамова је била првакиња на британски првенству у ворани на 1.500 метара 1971. и на 800 метара 1972, и другопласирана у трци на миљу 1967. и на 1.500 метара 1969. 